# Comuna Kneja, Plevna
Kneja (în bulgară Кнежа) este o comună în regiunea Plevna, Bulgaria, formată din orașul Kneja și satele Brenița, Enița și Lazarovo. 

## Demografie
Componența etnică a comunei Kneja
     Romi (6,86%)
     Bulgari (80,62%)
     Nicio identificare (11,97%)
     Altele (1,1%)
La recensământul din 2011, populația comunei Kneja era de 13.803 locuitori. Din punct de vedere etnic, majoritatea locuitorilor (80,62%) erau bulgari, cu o minoritate de romi (6,86%). Pentru 11,97% din locuitori nu este cunoscută apartenența etnică.